# Gruppo di NGC 1723
Il Gruppo di NGC 1723 comprende probabilmente quattro galassie situate nella costellazione dell'Eridano.

## Descrizione
La distanza media tra il centro di massa di questo gruppo e la nostra Via Lattea è di circa 182 milioni di anni luce (55,8 Mpc).

## Membri
Nella tabella sottostante sono riportati i quattro membri del gruppo indicati da Seligman oltre  a quello indicato da Garcia.
Nel suo articolo del 1993, Garcia menziona tre galassie appartenenti a un gruppo da lui denominato Gruppo di NGC 1721, che comprende anche NGC 1728 e MCG -2-13-21. La velocità radiale indicata da Garcia per MCG -2-13-21 è di 4447 km/s, mentre  NASA/IPAC Extragalactic Database la stima in 4533 km/s, che la posiziona a 217 milioni di anni luce dalla nostra Via Lattea.
Tre galassie sono posizionate a distanze simili dalla nostra Via Lattea; NGC 1723, NGC 1725 e NGC 1728 hanno una distanza media di 182 milioni di anni luce. Le altre due galassie  (NGC 1721 e MCG -2-13-21) sono poste a poco più di 220 milioni di anni luce. Questo porterebbe a ritenere che il Gruppo di NGC 1723 comprenda solo tre galassie, mentre le altre due più lontane potrebbero costituire una coppia di galassie.
Anche Seligman nota che NGC 1721 è situata a una distanza di oltre 210 milioni di anni luce, superiore ai 180 milioni di anni luce delle altre tre, ma ritiene che questa differenza sia dovuta al fatto che NGC 1721 si sta allontanando molto velocemente dagli altri membri del gruppo. La sua struttura, con un anello che contorna la galassia, sarebbe legata all'attrazione gravitazionale o collisionale con le altre galassie vicine. Propone quindi l'esistenza del Gruppo di NGC 1721 formato da NGC 1721, NGC 1723, NGC 1725 e NGC 1728.
| Nome         | Classificazione   | Tipo            | RA (J2000.0)  | DEC (J2000.0) | Velocità radiale (km/s) | Magnitudine apparente | Distanza (Mpc) | Dimensioni (kal) |
| ------------ | ----------------- | --------------- | ------------- | ------------- | ----------------------- | --------------------- | -------------- | ---------------- |
| NGC 1721     | (R')SAB0^0(s) pec | Lenticolare     | 04h 59m 17.4s | -11° 07′ 07″  | 4500 ± 9                | 12,8                  | 62,2 ± 4,6     | 130              |
| NGC 1723     | SB(r)a pec        | Spirale barrata | 04h 59m 25.9s | -10° 58′ 50″  | 3740 ± 7                | 11,7                  | 55,0 ± 3,9     | 136              |
| NGC 1725     | S0                | Lenticolare     | 04h 59m 22.9s | -11° 07′ 56″  | 3883 ± 42               | 12,8                  | 57,1 ± 4,0     | 62               |
| NGC 1728     | Sa pec            | Spirale         | 04h 59m 27.7s | -11° 07′ 23″  | 3762 ± 11               | 13,9                  | 55,3 ± 3,9     | 89               |
| MCG -2-13-21 | SA(s)b?           | Spirale         | 04h 55m 05.6s | -10° 41′ 26″  | 4533 ± 8                | 13,3906               | 66,6 ± 4,7     | 176              |

Il sito DeepskyLog permette di trovare agevolmente le costellazioni in cui sono situate le galassie; in alternativa si possono utilizzare le coordinate delle galassie per individuarle. Se non altrimenti indicato, le coordinate sono quelle fornite dal sito NASA/IPAC (National Aeronautics and Space Administration / Infrared Processing and Analysis Center).